# موش خرچنگ‌خوار پیتیه
موش خرچنگ‌خوار پیتیه (نام علمی: Ichthyomys pittieri) یک گونه جونده چهارپای نیمه‌آبزی از خانواده همستر دم‌کوتاه است.
موش خرچنگ‌خوار پیتیه بوم‌زاد کشور ونزوئلا است و زیستگاه طبیعی آن رود و باتلاق است. شمار دولوئید کاریوتیپ موش خرچنگ‌خوار پیتیه ۹۲ و عدد بنیادی آن ۹۸ است. در گذشته تصور می‌شد که موش خرچنگ‌خوار پیتیه بیشترین شمار کروموزوم پستانداران را دارد. اما بعداً معلوم شد که موش دشتی ویسکاچا (نام علمی: Tympanoctomys barrerae) بیشترین کروموزوم را با ۱۰۲ تترالوئید دارد.